# Faisal bin Turki
Faisal bin Turki al Bu Said, född 1864 i Bombay, Indien, död 15 oktober 1913 i Muskat, Oman, var sultan av Oman från 4 juni 1888 till sin död. Han efterträdde sin far Turki bin Said och efterträddes själv av sin son Taimur bin Faisal.